# 苏丹依斯迈柏特拉银禧清真寺
6°00′52″N 101°58′49″E / 6.0145614°N 101.980396°E
苏丹依斯迈柏特拉银禧清真寺（馬來語：、阿拉伯语：‎），因其外观与中国传统庙宇相似而又名中國清真寺、北京清真寺，是馬來西亞吉蘭丹州蘭道班讓的一间清真寺。
清真寺在2005年9月12日動工興建，並於2009年建峻，是马来西亚第一家純中式風格的清真寺。後於2013年7月1日由時任吉蘭丹蘇丹莫哈末五世正式揭幕，寺名是以其父、前任苏丹伊斯迈·柏特拉命名。
清真寺佔地3.7公頃，耗資880萬令吉，以北京牛街清真寺為藍本興建。可容納1,000人聚禮。